# Hendecourt-lès-Ransart
Hendecourt-lès-Ransart è un comune francese di 119 abitanti situato nel dipartimento del Passo di Calais nella regione dell'Alta Francia.

## Società

### Evoluzione demografica
Abitanti censiti